# محمودآباد (سیاخ دارنگون، یک)
محمودآباد، روستایی در دهستان دارنگون بخش سیاخ دارنگون شهرستان شیراز در استان فارس ایران است.

## جمعیت
بر پایه سرشماری عمومی نفوس و مسکن در سال ۱۳۹۵، جمعیت این روستا برابر با ۱۱۷ نفر (۳۰ خانوار) بوده است.